# Носебру
Носебру (на шведски: Nossebro) е малък град в югозападната част на Швеция, лен Вестра Йоталанд. Главен административен център на община Есунга. Намира се на около 300 km на югозапад от столицата Стокхолм и на около 100 km на северозапад от центъра на лена Гьотеборг. ЖП възел. Населението на града е 1846 жители според данни от преброяването през 2010 г.